# Mariano Aguerre
Mariano Aguerre (Pilar, 25 maggio 1969) è un giocatore di polo argentino.
Ha un handicap di 10 goal ed attualmente è al numero 6 della graduatoria mondiale.

## Carriera
La sua carriera inizia a metà degli anni 80 quando vinse la USPA Gold Cup con la squadra White Birch. Con l'Ellerstina allenata da Gonzalo Pieres Sr. invece vinse la "Tripla Corona" ossia gli Argentine Open, la Copa Anchorena e l'Hurlingham Open. A questi importanti successi seguirono altre 7 USPA Gold Cup la Sotogrande Gold Cup e la Whitney Cup. Ha anche partecipato per 15 volte agli Argentine Open, vincendoli 7 volte e prendendo parte ad altre 2 finali.
Attualmente insieme ad Adolfo Cambiaso, Bartolomé Castagnola e Lucas Monteverde fa parte della squadra La Dolfina Polo Team dove gioca col numero 3.